# Іст-Фріголд (Нью-Джерсі)
Іст-Фріголд (англ. East Freehold) — переписна місцевість (CDP) в США, в окрузі Монмаут штату Нью-Джерсі. Населення — 4987 осіб (2020).

## Географія
Іст-Фріголд розташований за координатами 40°16′33″ пн. ш. 74°14′29″ зх. д. / 40.27583° пн. ш. 74.24139° зх. д. (40.275752, -74.241309).  За даними Бюро перепису населення США в 2010 році переписна місцевість мала площу 7,70 км², з яких 7,68 км² — суходіл та 0,02 км² — водойми.

## Демографія
Згідно з переписом 2010 року, у переписній місцевості мешкали 4894 особи в 1637 домогосподарствах у складі 1365 родин. Густота населення становила 636 осіб/км².  Було 1685 помешкань (219/км²).
Расовий склад населення:
| - 85,8 % — білих - 8,8 % — азіатів - 2,6 % — чорних або афроамериканців - 1,2 % — осіб інших рас |

До двох чи більше рас належало 1,5 %. Частка іспаномовних становила 5,5 % від усіх жителів.
За віковим діапазоном населення розподілялося таким чином: 27,4 % — особи молодші 18 років, 62,2 % — особи у віці 18—64 років, 10,4 % — особи у віці 65 років та старші. Медіана віку мешканця становила 41,4 року. На 100 осіб жіночої статі у переписній місцевості припадало 96,9 чоловіків;  на 100 жінок у віці від 18 років та старших — 96,2 чоловіків також старших 18 років.
Середній дохід на одне домашнє господарство  становив 153 010 доларів США (медіана — 119 688), а середній дохід на одну сім'ю — 161 681 долар (медіана — 123 837). Медіана доходів становила 92 466 доларів для чоловіків та 68 250 доларів для жінок. За межею бідності перебувало 4,9 % осіб, у тому числі 4,9 % дітей у віці до 18 років та 5,7 % осіб у віці 65 років та старших.
Цивільне працевлаштоване населення становило 2685 осіб. Основні галузі зайнятості: освіта, охорона здоров'я та соціальна допомога — 22,5 %, фінанси, страхування та нерухомість — 15,0 %, роздрібна торгівля — 12,0 %, мистецтво, розваги та відпочинок — 11,5 %.